# Бельгия на «Евровидении-1978»
Бельгия принимала участие в двадцать третьем выпуске телевизионного конкурса Евровидение-1978, который прошёл 22 апреля в Париже, Франция. Страну представлял певец и сонграйтер Жан Валле с песней L'amour ça fait chanter la vie ("Любовь заставляет жизнь петь"), написанной им самим. Ранее Валле уже представлял Бельгию на Евровидение-1970 с песней Viens l'oublier. По итогам голосования он занял второе место из 20, набрав 125 очков, зафиксировав, тем самым, лучший результат Бельгии с 1966 года. Тем не менее, L'amour ça fait chanter la vie стала предшественницей бельгийской заявки на Евровидение-1979 Hey, Nana в исполнении Миши Мара. Конкурс был показан RTBF на канале La Une с комментариями Клода Делакруа на французском языке и BRT на канале BRT TV1 с комментариями Люка Аппермонта на голландском языке. Глашатаем от Бельгии был Жак Оливье.

## До «Евровидения»

### Avant-première Eurovision
Между двумя региональными вещателями Бельгии валлонским RTBF и фламандским BRT существует очередность, согласно которой RTBF отвечает за организацию отбора заявки на Евровидение и дальнейшую трансляцию конкурса по чётным годам, а BRT по нечётным. Оба вещателя использовали как национальные финалы, так и внутренние отборы. Для выбора заявки 1978 года RTBF, как и в прошлый раз, использовала формат национального финала под названием Avant-première Eurovision. Он состоялся 8 февраля 1978 года в телестудии RTBF в Брюсселе. Восемь песен было представлено во время отбора, а победитель определялся голосами группы жюри из 12 человек путём трёх раундов. В первом раунде только три песни объявлялись жюри лучшими, и, следовательно, проходили во второй раунд. Во втором раунде две песни из трёх проходили в третий раунд, где каждый из членов жюри присуждал свой голос понравившейся песне. Среди конкурсантов Avant-première Eurovision были Жак Устин, представитель Бельгии на Евровидение-1974 и Франк Оливье, впоследствии представлявший Люксембург на Евровидение-1985.
| Порядковый номер | Исполнитель   | Название песни                 | Автор(ы)                     | Итог      |
| ---------------- | ------------- | ------------------------------ | ---------------------------- | --------- |
| 1                | Анри Серока   | L'Odyssée                      | Кристиан Арабян, Анри Серока | Не прошёл |
| 2                | Фрэнк Майкл   | À qui parler d'amour           | Фрэнк Майкл, Йос Ванесс      | Не прошёл |
| 3                | Жан Валле     | L'amour ça fait chanter la vie | Жан Валле                    | Прошёл    |
| 4                | Жак Устин     | L'an 2000 c'est demain         | Жак Устин, Ален Ю. Гийду     | Прошёл    |
| 5                | Поль Лука     | Le vieux marin                 | Поль Лука, Жак Вьесвиль      | Прошёл    |
| 6                | Делизия Адамо | Qui viendra réinventer l'amour | Сальваторе Адамо             | Не прошёл |
| 7                | Марк Фарелл   | Confidence pour confidence     | Винсент Фаррауто             | Не прошёл |
| 8                | Франк Оливье  | La fête                        | Роланд Верловен, Пол Форест  | Не прошёл |

| Исполнитель | Название песни                 | Итог      |
| ----------- | ------------------------------ | --------- |
| Жан Валле   | L'amour ça fait chanter la vie | Прошёл    |
| Жак Устин   | L'an 2000 c'est demain         | Прошёл    |
| Поль Лука   | Le vieux marin                 | Не прошёл |

| Исполнитель | Название песни                 | Очки |
| ----------- | ------------------------------ | ---- |
| Жан Валле   | L'amour ça fait chanter la vie | 7    |
| Жак Устин   | L'an 2000 c'est demain         | 5    |

## На «Евровидении»
В Париже Жан Валле выступал под номером 10, между Швейцарией и Нидерландами. По итогам голосования он занял второе место из 20, набрав 125 очков, включая максимальные 12 очков от Греции, Ирландии, Монако, Франции и Великобритании. Это был лучший результат Бельгии на Евровидение с 1966 года и вплоть до победы Сандры Ким на Евровидение-1986 второе место являлось пиковой точкой для Бельгии. Помимо этого, Валле удалось заработать очки от всех стран-участниц, за исключением Дании и Турции. 12 очков бельгийское жюри присудило стране-победительнице, Израилю. Жан Мюзи был дирижёром оркестра во время исполнения бельгийской песни.

### Голосование
| Очки      | Страна                                                  |
| --------- | ------------------------------------------------------- |
| 12 баллов | - Великобритания - Греция - Ирландия - Монако - Франция |
| 10 баллов | - Швейцария                                             |
| 8 баллов  |                                                         |
| 7 баллов  | - Израиль - Люксембург - Норвегия                       |
| 6 баллов  | - Италия - Финляндия                                    |
| 5 баллов  | - Нидерланды                                            |
| 4 балла   | - Австрия - Португалия - Швеция                         |
| 3 балла   | - Германия                                              |
| 2 балла   | - Испания                                               |
| 1 балл    |                                                         |

| Очки      | Страна         |
| --------- | -------------- |
| 12 баллов | Израиль        |
| 10 баллов | Ирландия       |
| 8 баллов  | Франция        |
| 7 баллов  | Швейцария      |
| 6 баллов  | Монако         |
| 5 баллов  | Германия       |
| 4 балла   | Великобритания |
| 3 балла   | Люксембург     |
| 2 балла   | Испания        |
| 1 балл    | Италия         |